# American Game Cartridges
American Game Cartridges foi uma companhia desenvolvedora de jogos eletrônicos para o Nintendo não licenciada. Formada como subsidiária da ShareData, uma pequena empresa de software localizada em Chandler, Arizona.
Ela produziu vários jogos  de demonstração para PC e Commodore 64 como Jeopardy e Wheel of Fortune. Quando Richard Frick se tornou presidente da empresa, se tornou responsável de várias criações de recreativas. Em volta deste tempo, ShareData percebeu um mercado potencial na produção de jogos de Nintendo. A sorte de ShareData no mercado de computador diminuía lentamente, e o mercado da Nintendo aumentava rapidamente.
Depois de muitos jogos lançados, a Nintendo começou a usar de táticas legais forçando as lojas a não venderem jogos não licenciados. O que acabou fazendo a empresa decretar falência em 1993.